# Фіппсбург (Мен)
Фіппсбург (англ. Phippsburg) — місто (англ. town) в США, в окрузі Саґадагок штату Мен. Населення — 2155 осіб (2020).

## Демографія
Згідно з переписом 2010 року, у місті мешкало 2216 осіб у 963 домогосподарствах у складі 665 родин. Було 1748 помешкань
Расовий склад населення:
| - 97,5 % — білих - 0,5 % — чорних або афроамериканців - 0,3 % — корінних американців - 0,3 % — азіатів |

До двох чи більше рас належало 1,4 %. Частка іспаномовних становила 1,0 % від усіх жителів.
За віковим діапазоном населення розподілялося таким чином: 16,5 % — особи молодші 18 років, 62,0 % — особи у віці 18—64 років, 21,5 % — особи у віці 65 років та старші. Медіана віку мешканця становила 49,8 року. На 100 осіб жіночої статі у місті припадало 101,3 чоловіків;  на 100 жінок у віці від 18 років та старших — 99,5 чоловіків також старших 18 років.
Середній дохід на одне домашнє господарство  становив 97 717 доларів США (медіана — 72 431), а середній дохід на одну сім'ю — 116 417 доларів (медіана — 78 235). Медіана доходів становила 50 590 доларів для чоловіків та 40 714 долари для жінок. За межею бідності перебувало 9,2 % осіб, у тому числі 21,6 % дітей у віці до 18 років та 9,7 % осіб у віці 65 років та старших.
Цивільне працевлаштоване населення становило 1160 осіб. Основні галузі зайнятості: освіта, охорона здоров'я та соціальна допомога — 15,4 %, роздрібна торгівля — 13,4 %, науковці, спеціалісти, менеджери — 13,1 %.